# Mariusz Stępiński
Mariusz Stępiński (n. 12 mai 1995 în Sieradz) este un fotbalist polonez care joacă pe postul de atacant pentru Ruch Chorzów și pentru echipa națională de fotbal a Poloniei.

## Cariera la club

### Începutul carierei
Stępiński și-a început cariera în țara sa natală, Polonia, jucând pentru echipele de tineret ale Piast Błaszki și Pogoń-Ekolog Zduńska Wola. În 2011, el a semnat cu clubul de Ekstraklasa Widzew Łódź, unde a jucat în 33 meciuri și a marcat cinci goluri în două sezoane.

### 1. FC Nürnberg
Pe 5 iunie 2013, Stępiński a semnat un contract pe 3 ani cu clubul german 1. FC Nürnberg din Bundesliga. Nu joacă în niciun meci.
În august 2014 a fost împrumutat la Wisła Cracovia, unde a jucat 25 de meciuri și a marcat două goluri. Din 28 iulie 2015 joacă pentru Ruch Chorzów.

## La națională
Stępiński a reprezentat Polonia la mai multe categorii de vârstă, la juniori și la tineret. El a debutat la naționala mare pe 2 februarie 2013, într-un amical împotriva României. Polonia a câștigat cu 4-1, cu Stępiński fiind înlocuit în minutul 84.
De asemenea, el a jucat în Campionatul European U-17 din 2012. Pe 6 noiembrie 2015 a fost chemat în lot pentru meciurile amicale cu Islanda și Republcia Cehă.
A fost convocat de selecționerul Poloniei, Adam Nawałka, la Campionatul European de Fotbal din 2016.